# جامباتيستا مارينو

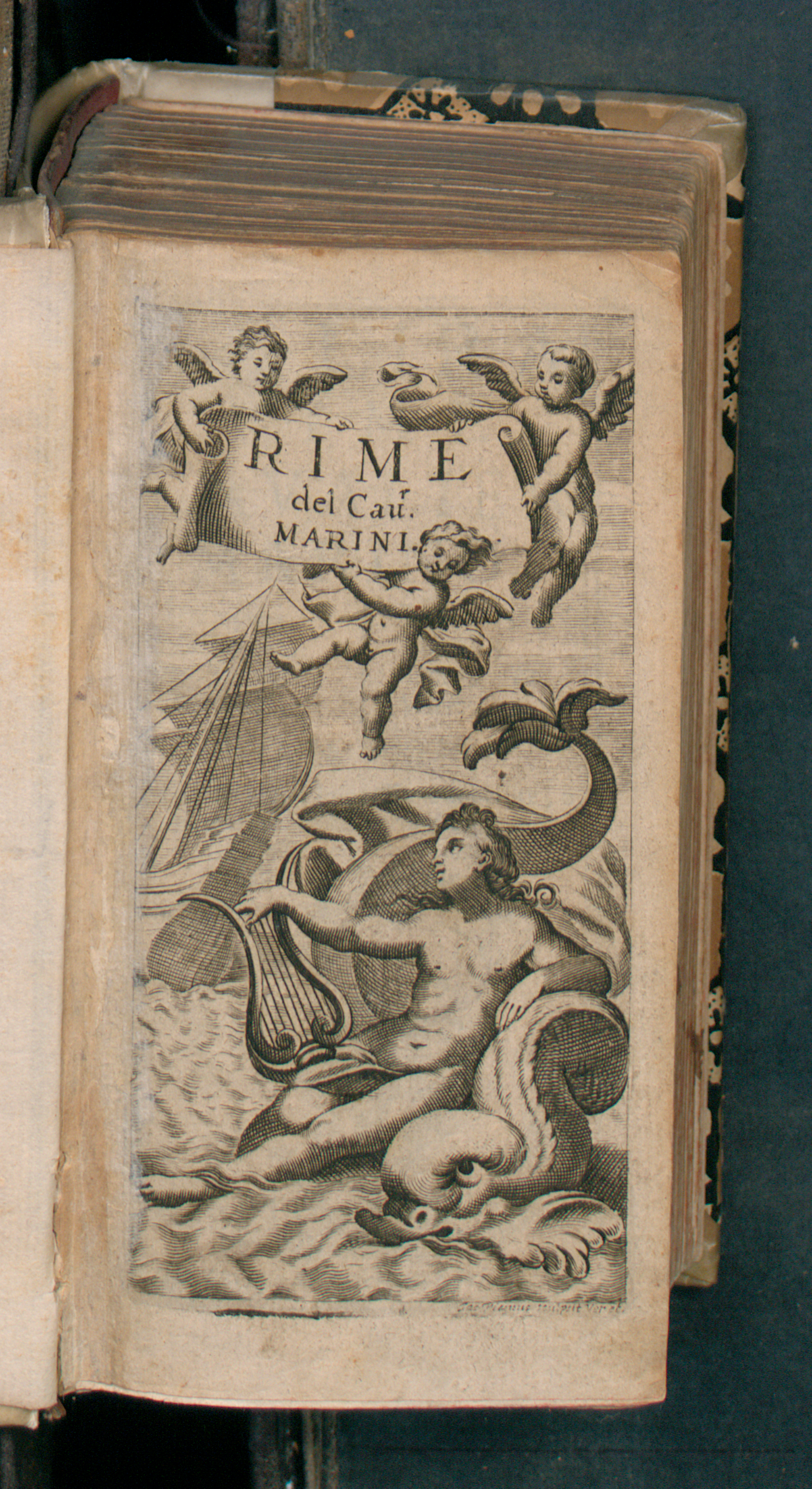
Lira, 1674

جامباتيستا مارينو (14 أكتوبر 1569 - 26 مارس 1625) كان شاعرًا وكاتبا إيطاليًا. بحسب تاريخ كامبريدج للأدب الإيطالي يعتبر جامباتيستا أحد كبار المؤسسين ورموز الشعر خلال العصر الباروكي، تاركا إرثا في الأدب الإيطالي والأوروبي في القرن السابع عشر. تم تقليده على نطاق واسع في إيطاليا وفرنسا ودول كاثوليكية أخرى، بما في ذلك البرتغال وبولندا وألمانيا وهولندا وإنجلترا.

## وصلات خارجية
- جامباتيستا مارينو على موقع الموسوعة البريطانية (الإنجليزية)
- جامباتيستا مارينو على موقع ميوزك برينز (الإنجليزية)
- جامباتيستا مارينو على موقع ديسكوغز (الإنجليزية)
- Letters of Marino